# Trophonopsis macouni
Trophonopsis macouni är en snäckart som först beskrevs av Dall 1910.  Trophonopsis macouni ingår i släktet Trophonopsis och familjen purpursnäckor. Inga underarter finns listade i Catalogue of Life.